# ماريوس غوغول
ماريوس غوغول (بالبولندية: Mariusz Gogol)‏ هو لاعب كرة قدم بولندي في مركز الدفاع، ولد في 28 يوليو 1991 في بياويستوك في بولندا. شارك مع منتخب بولندا تحت 19 سنة لكرة القدم. أما مع النوادي، فقد لعب مع ياغيلونيا بياويستوك.